# Wespen
Wespen (česky Ves Páně) byla českou vesnicí ve spolkové zemi Sasko-Anhaltsko v Německu. Od roku 2010 je součástí města Barby, od středu Barby ji dělí 4 km, od Magdeburgu je toto místo vzdáleno 30 km. V 17. století se zde (na krátký čas dvou generací) pokoušeli najít své útočiště čeští exulanti doby pobělohorské.

## Historie
První zmínka o „divokém místě Worspe“ je z roku 1494 ve zbrojní knize z Barby. Později, v roce 1669, tu byla zpustlá ves, jedna z mnoha opuštěných vesnic, které patřily knížeti Augustovi ze Saska-Weißenfelsu.

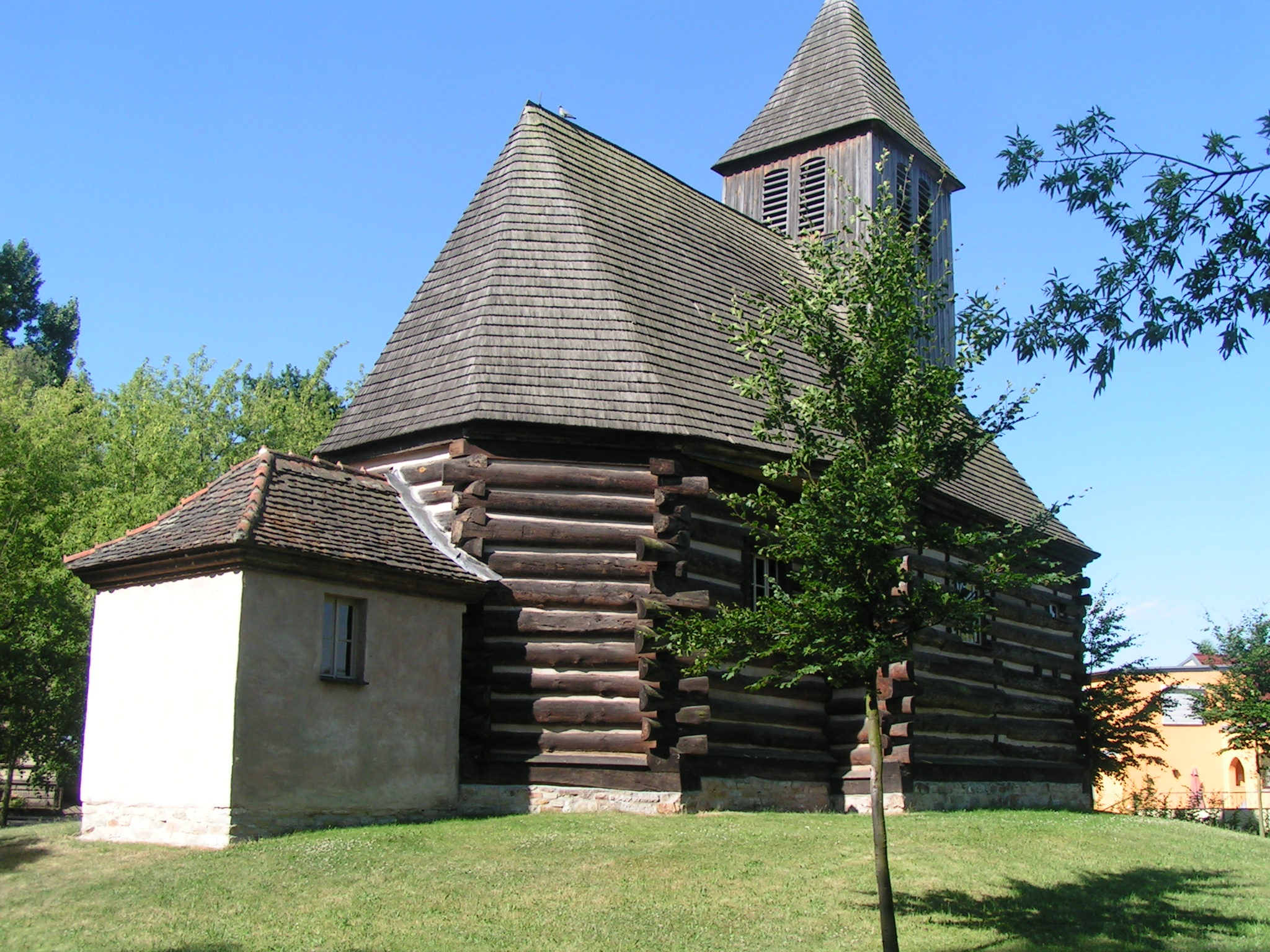
Kostel českých exulantů

Čeští exulanti doby pobělohorské nemívali zájem o půdu v saském vnitrozemí, ale jejich dosavadní útočiště Žitava byla přeplněná – a to už od roku 1623. Kníže August ochotně souhlasil se založením české kolonie ve Wespen a v červnu 1669 čekalo prvních 24 českých rodin v Barby a Rosenburgu na své umístění. Kazatelem exulantů a iniciátorem vzniku této kolonie byl Jiří Holík, uprchlý dominikán. V nepřátelském prostředí místních obyvatel byly Čechům kladeny různé překážky: např. řemeslníkům nebylo umožněno usadit se na pustých místech městečka Barby a provozovat tam své řemeslo, povolení stavět domky dostali Češi až v dubnu 1670, smlouva s knížecími úřady byla (jak se později ukázalo) velmi nevýhodná, exulanti nedostali výměr půdy ve slíbené velikosti, ale naturální a peněžní dávky museli platit v plné výši, atd... Kvůli hmotné nouzi zažádali exulanti knížete o povolení sbírky na stavbu českého kostela. Po schválení žádosti poslali své kolektanty na daleké cesty, jim samotným se za deset let existence této české kolonie podařilo našetřit na kostel jen 24 tolarů. V roce 1687 z výnosů sbírek i svých našetřených peněz exulanti postavili ve Wespen český roubený kostelík se šindelovou střechou. V lednu 1688 se v tomto kostelíku uprostřed návsi konala první česká svatba. Česká kolonie v saském vnitrozemí neměla dlouhého trvání.
Český roubený kostel ve Wespen je jediným svého druhu v Německu – proto byl v roce 1994 nákladně restaurován.
Dne 1. ledna 2010 ztratila vesnice Wespen svou samostatnost a stala se částí města Barby.